# Douaumont-Vaux
Douaumont-Vaux – gmina we Francji, w regionie Grand Est, w departamencie Moza. W 2013 roku liczba ludności wynosiła 81 mieszkańców. 
Gmina została utworzona 1 stycznia 2019 roku z połączenia dwóch ówczesnych gmin: Douaumont oraz Vaux-devant-Damloup. Siedzibą gminy została miejscowość Vaux-devant-Damloup. 